# Vrčeň
Vrčeň település Csehországban, a Dél-plzeňi járásban. Vrčeň Sedliště, Srby, Klášter, Nepomuk, Čížkov, Čmelíny és Tojice településekkel határos. Lakosainak száma 396 fő (2024. január 1.).

## Népesség
A település lakosságának változását az alábbi diagram mutatja:
| Lakosok száma | 572  | 582  | 559  | 440  | 397  | 321  | 331  | 339  | 342  | 396  |
|               | 1869 | 1900 | 1921 | 1961 | 1980 | 2011 | 2016 | 2019 | 2021 | 2024 |